# Республіканська молодь чехословацького села
Республіканська молодь ческословенского села, (чеськ. Republikánský dorost československého venkova) — ческословацька народностно-културна организация Республіканської партії хліборобських і дрібних селян між 1921 і 1938 роками.
Республіканська молодь була найбільшою політичною молодіжною організацією Чехословацької Першої Республіки. Одним із провідних русинських представників організації був Димитрий Ситар. Головним противником організації була молодіжна організація партії Автономний земеделческий союз (Голова Іван Куртяк).
Організація зникла після окупації Чехословаччини в 1938 році. Частина підпарпатськe організації приєдналася до політичної сили Августина Волошина які проголосили автономію.

## Земельні організації
- Чеська країна
- Моравсько-Сілезька країна
- Словацька країна
- Підкарпатьска Русь